# Ачаирское сельское поселение
Ачаирское се́льское поселе́ние — муниципальное образование в Омском районе Омской области Российской Федерации.
Административный центр — село Ачаир. Площадь — 23 034 га.

## История
Статус и границы сельского поселения установлены Законом Омской области от 30 июля 2004 года № 548-ОЗ «О границах и статусе муниципальных образований Омской области»

## Население
| 2006  | 2010  | 2011  | 2012  | 2013  | 2014  | 2015  | 2016  | 2017  |
| ----- | ----- | ----- | ----- | ----- | ----- | ----- | ----- | ----- |
| 4079  | ↘3531 | ↗3538 | ↗3544 | ↗3601 | ↗3655 | ↘3583 | ↘3528 | ↘3458 |
| 2018  | 2019  | 2020  | 2021  | 2023  |       |       |       |       |
| ↘3417 | ↘3370 | ↘3319 | ↗3516 | ↘3475 |       |       |       |       |

Гендерный состав
Численность населения СП по данным похозяйственного учёта составляет 4 073 человек, из них мужчины — 49 %, женщины — 51 %.
По данным Всероссийской переписи населения 2010 года в гендерной структуре населения из 3531 человек мужчин — 1644, женщин — 1887	(46,6 и 53,4 % соответственно)

## Состав сельского поселения
| № | Населённый пункт | Тип населённого пункта       | Население |
| - | ---------------- | ---------------------------- | --------- |
| 1 | Ачаир            | село, административный центр | ↘2023     |
| 2 | Набережный       | посёлок                      | ↘367      |
| 3 | Николенко        | деревня                      | ↘216      |
| 4 | Речной           | посёлок                      | ↘837      |
| 5 | Смирновка        | деревня                      | ↘88       |

## Руководство
Глава администрации: Венера Жакуповна Иванова